# آلپر بالابان
آلپر بالابان (انگلیسی: Alper Balaban; ۱ اوت ۱۹۸۷ – ۱۲ آوریل ۲۰۱۰) بازیکن فوتبال اهل ترکیه بود.
از باشگاه‌هایی که در آن بازی کرده‌است می‌توان به باشگاه فوتبال بوکاسپور، باشگاه ورزشی کوکائلی اسپور، باشگاه فوتبال فنرباغچه، و باشگاه فوتبال اسکی‌شهراسپور اشاره کرد.
وی همچنین در تیم ملی فوتبال زیر ۲۱ سال ترکیه بازی کرده‌است.